# Villa Urquiza (Buenos Aires)
Villa Urquiza est un des quarante-huit quartiers de Buenos Aires.